# Тейлор, Хадсон Джеймс
Джеймс Хадсон Тейлор — британский миссионер.

## Биография
Джеймс Хадсон Тейлор родился в Барнсли, Йоркшир (Англия) в 1832 году. Его отец был фармацевтом и непрофессиональным проповедником в методистской церкви. Он увлёк сына идеей миссионерства. Не достигнув пятилетнего возраста, маленький Хадсон рассказывал гостям, что хочет когда-нибудь стать миссионером. Китай был страной, которая притягивала его больше всего.
В семнадцатилетнем возрасте Тейлор осознанно сосредоточил всё своё внимание на перспективах миссионерской работы в Китае. Для совершенствования миссионерских навыков, помимо духовных упражнений и евангелизации, в возрасте девятнадцати лет он начал изучать медицину, предполагая, что это поможет ему в общении с людьми. Рвение молодого Тейлора также выразилось в жёстком самоотречении в качестве дополнительной подготовки к миссионерской работе. Он питался очень скудно — фунт яблок и булка каждый день, его комната на чердаке была лишённой привычных удобств. Он даже не напоминал своему работодателю о долгах по зарплате. Он обосновывал такую линию поведения просто: «…когда я доберусь до Китая, я не буду ни от кого ничего требовать, буду полагаться только на Бога». Подобная практика пошатнула его здоровье, а контакт с мёртвым телом в анатомическом театре привёл к заражению «злокачественной лихорадкой», которая чуть была не привела его к смерти.
Спустя некоторое время Тейлор познакомился с молодой учительницей музыки мисс Вон. Девушка стала объектом его привязанности. После первой встречи он писал своей сестре: «Я знаю, что люблю её. Уехать без неё означает сделать мир пустым». Но в планы мисс Вон не входил отъезд в Китай. Она была уверена, что Тейлор не бросит её из-за желания трудиться миссионером. Тейлор же полагал, что она изменит своё мнение и станет готова поехать на миссионерское поле. Дважды объявлялась помолвка, но затем она расторгалась.
Возможность отъезда в Китай пришла неожиданно: в Китае началось восстание тайпинов, участники которого объявили себя приверженцами христианства. Поэтому в сентябре 1853 года, весьма поспешно, Тейлор, которому исполнилось двадцать один год, отплыл в землю своей мечты.
Он прибыл в Шанхай весной 1854 года. Вскоре после приезда Тейлор попал в затруднительное финансовое положение. Обещанные подъёмные от миссионерского общества из Англии не приходили, а личные деньги кончались. Его мысли всё чаще возвращались домой. Чувство тоски по дому заполняли его письма. Попытки Тейлора овладеть китайским языком только увеличивали и без того частые приступы депрессии. Его первые месяцы в Шанхае были наполнены долгими часами изучения языка, и случались моменты, когда он боялся, что никогда не сможет выучить язык. Он писал своим знакомым: «Молитесь за меня, ибо я подавлен выше всякой меры, и если бы я не находил слово Божье всё более благословенным и не чувствовал Его присутствия рядом с собой, я не знаю, что я бы сделал».
Со временем Тейлор начал длительные походы в глубь страны, посещая порой по шестьдесят поселений, неся Божье слово людям, которые никогда не встречались с миссионером. Чтобы не выделяться из толпы своим видом иностранца и обращать больше внимание людей на смысл его слов, а не внешность, Тейлор решает стать похожим на китайца. Он одевает широкие шаровары, тяжёлое шёлковое платье, и обувь на плоской подошве. Но также он делает свою причёску на китайский манер — лысая голова с чёрным хвостиком. Первая попытка Тейлора покрасить волосы окончилась неудачей. Нашатырный спирт обжёг кожу на голове и чуть не ослепил. Со второго раза у Тейлора получилась китайская причёска. Правда привыкать к этому было сложно, когда кожа была раздражена от бритвы. В китайских очках Тейлор слился с толпой, и его трудно было отличить в таком виде от китайца.
Многие коллеги-миссионеры были неприятно поражены изменениями в его облике, затем он стал объектом их насмешек.
Тейлор не выжил бы в первые годы в Китае без частных пожертвований. Он разорвал все отношения с миссионерским обществом, будучи не доволен их отношением и слабой заботой о миссионерах. Он стал полностью независимым.
Одиночество в первые месяцы пребывания в Китае привело его к новой попытке жениться, но и она оказалась неудачной. Затем он встречается с Марией Дайер, женщиной, ставшей его первой женой. Но не только женой, но и помощницей в служении. 20 января 1858 года, после трудных преград для их брака со стороны людей Тейлор и Мария поженились.
Примерно в 1860 году Тейлором была создана Внутрикитайская миссия (КВМ), которая имела межконфессиональный характер. В 1865 году КВМ официально зарегистрировали, и Тейлор отправился в Китай с женой, четырьмя детьми и пятнадцатью новыми добровольцами. Становление КВМ было болезненно из-за человеческих отношений внутри, и миссия была на грани распада. Возможно, смерть дочери Тейлора спасла миссию от полного исчезновения. Трагедия лидера способствовала объединению разобщённой команды.
Но были и другие серьёзные проблемы у новой организации — многовековая враждебность китайцев к иностранцам. На миссионеров напали и совершили поджог дома, люди едва избежали смерти. После такого инцидента в Англии всю ответственность за происшедшее возложили на Тейлора и КВМ. Началась острая критика его деятельности. Отчаяние было так велико, что Тейлор утратил желание продолжать работать, поддавшись «ужасному искушению… даже покончить с жизнью». Финансовая поддержка из Англии прекратилась, а потенциальные добровольцы потеряли интерес к миссии.
В феврале умер пятилетний сын Сэмми. Жарким летом следующего года, Мария, бывшая на последних месяцах беременности, серьёзно заболела. В начале июля она родила мальчика, который прожил менее двух недель. Через несколько дней после его смерти Мария тоже умерла в возрасте тридцати трёх лет.
Через несколько месяцев после смерти жены он посетил Ханькоу, где встретился с Джени Фаулдинг, двадцатисемилетней одинокой миссионеркой. Вскоре они поженились.
Несмотря на сложные обстоятельства, служение КВМ продолжалось. Тейлор составил план — охватить весь Китай проповедью через подготовку одной тысячи проповедников и отправкой их во все области этой страны. Это было нереально, и цель не была достигнута. Проблема стратегии Тейлора заключалась в том, что он не уделял внимания подготовке местных лидеров и основанию поместных церквей, всё было сосредоточено только на евангелизации.
В июне 1900 года императорский декрет из Пекина провозгласил смерть всем иностранцам и искоренение христианства. Последовало крупнейшее в истории мира уничтожение миссионеров. Были зверски убиты сто тридцать пять миссионеров и пятьдесят три миссионерских ребёнка. В провинции Шаньси был убит девяносто один миссионер КВМ. Для Тейлора, который находился в этот момент в Швейцарии на лечении, это был тяжёлый удар. После смерти жены он вернулся в Китай, где в 1905 году и умер.
В 1914 году КВМ стала самой крупной миссионерской организацией, достигнув пика своего роста в 1934 году, когда в ней работали 1368 служителей. После прихода к власти коммунистов КВМ, как и другие миссии, была изгнана из Китая.

## Пророчество о России
В России Хадсон Тейлор широко известен благодаря своему пророчеству. Впервые на русском языке оно было опубликовано И. С. Прохановым в 1906 году в одном из первых номеров журнала «Христианин»: «в России произойдёт революция, которая приведёт к великому пробуждению на западе России; это пробуждение распространится по всей земле и тогда Господь придёт». Проханов истолковал начальную часть этого пророчества как сбывшуюся в событиях первой русской революции. Он верил, что в ближайшее время в России должно начаться великое пробуждение, которое преобразует страну и охватит весь мир. Особую роль в этом пробуждении, по его мнению, должны были сыграть евангельские христиане Петербурга. Мессианские чаяния Проханова способствовали его активной христианской деятельности.
Пророчество Хадсона Тэйлора известно среди российских христиан (главным образом, пятидесятников и харизматов) и в настоящее время. Ему дают новые толкования, ожидая, когда оно сбудется целиком.